# Helen Luz
Helen Cristina Santos Luz (Araçatuba, 23 de novembro de 1972) é uma jogadora brasileira de basquetebol. Atuava na posição ala-armador.

## Biografia
Especialista nos arremessos de três pontos, Helen provém de uma família apaixonada pelo basquete. Seus três irmãos, Silvinha, Cintia e Rafael, também se tornaram atletas da modalidade. Como ala-armadora, Helen brilhou em três Jogos Olímpicos (Barcelona 1992, Sydney 2000 e Atenas 2004), desempenhando um papel crucial na renovação da seleção brasileira após as aposentadorias de Paula e Hortência.
Helen fez parte do elenco da Seleção Brasileira de Basquetebol Feminino entre 1992 e 2010. Em três Olimpíadas, 1992, 2000 e 2004, conquistou a medalha de bronze em Sydney 2000. Também foi campeã mundial em 1994.

### WNBA
Entre 2001 e 2003, defendeu o Washington Mystics na Women's National Basketball Association (WNBA).
Em outubro de 2010, Helen teve seu último jogo pela Seleção Brasileira de Basquetebol Feminino, terminando em 9º lugar no Mundial de basquete feminino, na República Tcheca.

## Vida após a aposentadoria
Aos 38 anos, Helen encerrou a carreira em fevereiro de 2011. No mesmo mês que se aposentou, ela foi homenageada com um troféu em reconhecimento aos anos dedicados à carreira no basquete, que aconteceu durante o intervalo da final entre Santo André e Ourinhos. Helen também escreveu uma carta à Confederação Brasileira de Basquete (CBB), onde ela expressou a gratidão pela carreira como jogadora de basquete e agradeceu a todos os envolvidos, desde profissionais até familiares e torcedores. Ela prometeu continuar contribuindo para o basquete brasileiro de outras formas, fora das quadras.
Helen esteve na vice-presidência da Liga de Basquete Feminino (LBF) entre 2014 e 2017.
Convidada pela Secretaria Especial do Esporte, do Ministério da Cidadania, Helen se tornou a 18ª embaixadora dos Jogos Escolares Brasileiros (JEB’s) 2021.
Mesmo após encerrar sua carreira como atleta, Helen continuou a contribuir para o basquete. Ela fez parte do quadro de comentaristas nas transmissões das finais dos jogos da NBA pela ESPN, em 2023. Ela é contratada da emissora desde 2022, onde também já comentou jogos do NBB, WNBA, NCAA, Eliminatórias para a Copa do Mundo e a Copa Masculina e Feminina FIBA. Além disso, Helen já foi comentarista do SporTV (2011-2012) e da Rede Bandeirantes durante os Jogos Olímpicos do Rio 2016.

## Clubes
- Colégio Divino Salvador (SP)
- BCN (SP)
- Unimep (SP)
- Ponte Preta (SP)
- Seara (SP)
- Data Control (SP)
- Vila Nova (GO)
- Arcor/Santo André (SP)
- Paraná Basquete (PR)
- Unimed/Americana (SP)
- Filtros Mann Zaragoza
- Washington Mystics
- Dinamo Novosibirsk[31]
- Barcelona
- Rivas Futura
- Cadi La Seu